# 使命召唤：二战
《使命召唤：二战》是一款由Sledgehammer Games和Raven Software开发的第一人称射击游戏，为使命召唤系列第14部主系列作品，也是继《使命召唤：战争世界》后再次将背景设定于第二次世界大战的作品。游戏由动视于2017年11月3日发行，登陆PlayStation 4、Xbox One和Microsoft Windows平台。2017年4月26日，本作首个预告片通过livestream公布。

## 游戏玩法
《二战》战役中，玩家不再自动恢复生命值，这一设定自《使命召唤》一代以来属首次。玩家必须依靠队伍中军医提供的医疗包，弹药耗光后能向队友索取。整个故事中，队友死亡是永久性的，并将导致人物情感行为的变化。

### 多人
《使命召唤：二战》的多人模式计划于6月13日至15日举行的E3 2017公布。Sledgehammer Games已公布了一些新特性，如新的总部社交空间、战争模式，“靴子和地面”（boots-on-the-ground）玩法回归。近期的“使命召唤”游戏会有二段跳、喷射背包和墙壁奔跑等元素。预购游戏的玩家被邀请进行封闭测试，最初登陆于PlayStation 4。

### 僵尸模式
游戏将有僵尸合作模式，与Treyarch和Infinity Ward之前的作品类似，具有原创故事线。游戏模式同样以第二次世界大战的事件为背景，第三帝国在战争的最后阶段作出了绝望的尝试，创造出一个不死军队。

## 战役剧情
《使命召唤：二战》聚焦二战末期1944至1945年西欧战场一个小队的行动，彼时盟军开始集结力量反攻納粹德国。战役涵盖被德國占领的法国、比利时，还有穿越莱茵河进入德国本土的战斗。在单人战役中，玩家主要扮演第一步兵师的一名士兵：一等兵罗纳德·“瑞德”·丹尼尔斯（Ronald "Red" Daniels，Brett Zimmerman飾演）。其他人物有法国抵抗运动的女成員卡米爾·“卢梭”·丹尼斯（Camille "Rousseau" Denis，Bella Dayne飾演）。丹尼尔斯的小队包括一等兵罗伯特·祖斯曼（Robert Zussman ，乔纳森·塔克飾演）和技术军士威廉·皮尔森（William Pierson，乔什·杜哈明飾演）和中尉约瑟夫·特纳（Joseph Turner，杰弗里·皮尔斯（Jeffrey Pierce）飾演）。
西歐篇共11個任務，分為美國和法国抵抗运动組織的戰役(1939年第二次世界大戰爆發，全球超過50個國家參戰，超過6500萬人死亡，是人類歷史上最大劫難）
| 發生國家 | 發生地點               | 著名戰役                       | 備註               |
| -------- | ---------------------- | ------------------------------ | ------------------ |
| 法國     | 法國奧馬哈海灘         | 諾曼第登陸                     | 序章：D日          |
| 法國     | 法國聖洛（芒什省）     | 眼鏡蛇行動（霸王行动的一部分） | 第二章：眼睛蛇行動 |
| 法國     | 法國馬里尼（芒什省）   | 眼鏡蛇行動（霸王行动的一部分） | 第三章：大本營     |
| 法國     | 法國阿爾讓唐（奧恩省） | 法萊茲包圍戰                   | 第四章：特別行動局 |
| 法國     | 法國巴黎               | 解放巴黎                       | 第五章：解放       |
| 納粹德國 | 德國亞琛               | 亞琛戰役                       | 第六章：間接傷害   |
| 納粹德國 | 德國許特根森林         | 許特根森林戰役                 | 第七章：死亡工廠   |
| 納粹德國 | 德國許特根山           | 許特根森林戰役                 | 第八章：493高地    |
| 比利时   | 比利時阿登森林         | 突出部之役                     | 第九章：突出部之役 |
| 比利时   | 比利時阿登森林         | 突出部之役                     | 第十章：埋伏       |
| 納粹德國 | 德國雷瑪根             | 雷玛根战役                     | 終章：萊茵河       |

收音機廣播：在無比兇猛的氣勢下，希特勒的戰爭機器已經開始對西歐展開閃擊戰，氣勢變得嚴峻無比。
我們陷入了最黑暗的時刻，但我們必須竭盡全力，成為對抗壓迫的壁壘。納粹的猛攻將會是我們最大的考驗。但我們的同盟軍，必須勇敢面對，擊退敵人…

### D日（1944年6月6日）
同盟國展開諾曼第登陸戰，開始對納粹德國的反擊。丹尼爾隨第一排坐小艇登陸奧瑪哈海灘，還未登陸已被遭德軍機關槍掃射，死傷無數之下，丹尼爾仍成功登陸，躲過槍林彈雨到達德軍防線，炸開海堤，與美軍一同清掃德軍戰壕和碉堡。
但在清空最後一個碉堡時，扎斯曼遭埋伏的納粹士兵刺傷。亂軍之下，丹尼爾把扎斯曼勉強抬到救治站，再隨透納前往附近的農舍，抵過無限德軍的攻勢後，等到戰車隊來援，擊退駐屯的德軍，以摧毀農舍內的GPF大炮。

### 眼鏡蛇行動（1944年7月25日）
登陸法國的7週後，美軍開始「眼鏡蛇行動」以求突破戰局，第一排隨軍進攻馬里尼。扎斯曼刀傷復元，隨丹尼爾一行人登上戰車前進，途中，他們從車長裴瑞茲口中得知士官長皮爾遜以往在凱賽林隘口的傳聞，解釋為何他總是對下屬那麼嚴苛。
行進時，戰車隊遭德軍戰機「斯圖卡」襲擊，第一排下車後進佔附近的穀倉，並拿下田野中的德軍高射砲，以反制德軍戰機。
之後，皮爾遜領軍側擊德軍戰壕，在高地壓制德軍的反坦克防線。隨行的丹尼爾狙擊支援，讓美軍戰車隊能跨過戰壕，藉戰車掩護繼續前進，摧毀高地上更多反坦克砲，並與透納集合。
完成任務後，戴維斯上校親自前來，下令第一排分兵，救援位於馬里尼教堂附近的C連。皮爾遜駕駛吉普車帶隊前往，丹尼爾與扎斯曼在另一台車合作狂追，成功救下墨菲帶領的C連。

### 大本營（1944年7月26日）
次日，第一排奪取馬里尼的教堂，並守住德軍的反擊。扎斯曼和艾羅在地面攻取防空砲，丹尼爾則和史泰爾斯隨皮爾遜登上教堂塔頂，在高位提供狙擊支援。
扎斯曼拆除防空砲後，德軍高射砲摧毀教堂，皮爾遜一行人九死一生。艱難的回到地面後，他們抵住德軍反擊，直至P47戰鬥機到達，轟炸剩餘的德軍，讓同盟國完全佔領馬里尼。

### 特別行動局（1944年8月20日）
第一排與英國特種部隊SOE合作，在SOE特務克勞利、薇薇安的帶領下，阻止裝有V2火箭的德軍裝甲火車駛到巴黎的射程範圍內。火車在阿爾讓唐停靠，丹尼爾潛行至附近的村落，意圖阻止它前行。但潛行計劃終被德軍發現，迫得雙方在郵局外交火。
火車及時開走，丹尼爾和扎斯曼駕駛吉普車追趕，追逐途中與火車上的德軍交火。火車撞上吉普車後解體，丹尼爾和扎斯曼活過來，途中遇上法國反抗軍成員盧梭。
三人越過火車殘骸，與克勞利和透納會合，並在火車殘骸中尋找重要的文件，以利進行潛入納粹在巴黎據點的任務。

### 解放（1944年8月25日）
第一排潛進巴黎，與法國反抗軍合作。透過車上的情報，盧梭與克勞利假裝成納粹軍官，滲透他們在巴黎的據點，計劃在炸毀大門後，與第一排裏應外合進攻據點。
盧梭假裝自己是柏林來的傳令官，要找據點的指揮官 - 納粹親衛隊警察高級領袖海因里希，得以騙過總部內重重守衛，與反抗軍內應費雪會合，以換到費雪手中的炸藥手提箱。
但與此同時，因要偷取炸藥的緣固，費雪早被總部中的蓋世太保懷疑，使盧梭要繞過海因里希的辦公室，前往戰情室與費雪交換手提箱。途中，盧梭殺死海因里希，為自己的家人報仇，也解放了被蓋世太保囚禁的反抗軍戰俘。
之後，據點內提警戒提高，盧梭只得保持潛行，抵達北鬥和南門設置炸藥。爆炸後，第一排趁機現身進攻，越過塞納河攻進據點，並擊退反擊的德軍，以待戴高樂的軍隊攻城，成功解放巴黎。 

## 虛擬抽獎
《使命召喚：二戰》是2017年內包含了現金虛擬抽獎的數多歐美大廠付費遊戲之一，其抽獎箱（遊戲中稱之為「空降物資/supply drop」）獨特之處是在多人模式下其他同處基地的在線玩家都會實時觀看到玩家打開抽獎箱的過程及其抽得的獎勵，而旁觀的玩家觀看過一定次數後亦會獲得少量「社交積分」（social score）用來提升自己打開抽獎箱時抽得獎勵的品質，評論指此設計只為利用打開抽獎箱的玩家作移動廣告牌及讓旁觀的玩家因為妒忌而付款抽獎。

## 評分
| 汇总媒体   | 得分                                |
| ---------- | ----------------------------------- |
| Metacritic | XONE: 80/100 PS4: 79/100 PC: 73/100 |

| 媒体            | 得分    |
| --------------- | ------- |
| Destructoid     | 7/10    |
| Edge            | 7/10    |
| 电子游戏月刊    | 8.5/10  |
| Game Informer   | 8.75/10 |
| Game Revolution | [ 17 ]  |
| GamesRadar+     | [ 18 ]  |
| GameSpot        | 9/10    |
| Giant Bomb      | [ 20 ]  |
| IGN             | 8/10    |
| PC Gamer美国    | 70/100  |
| Polygon         | 7/10    |